# ジブラルタ生命保険

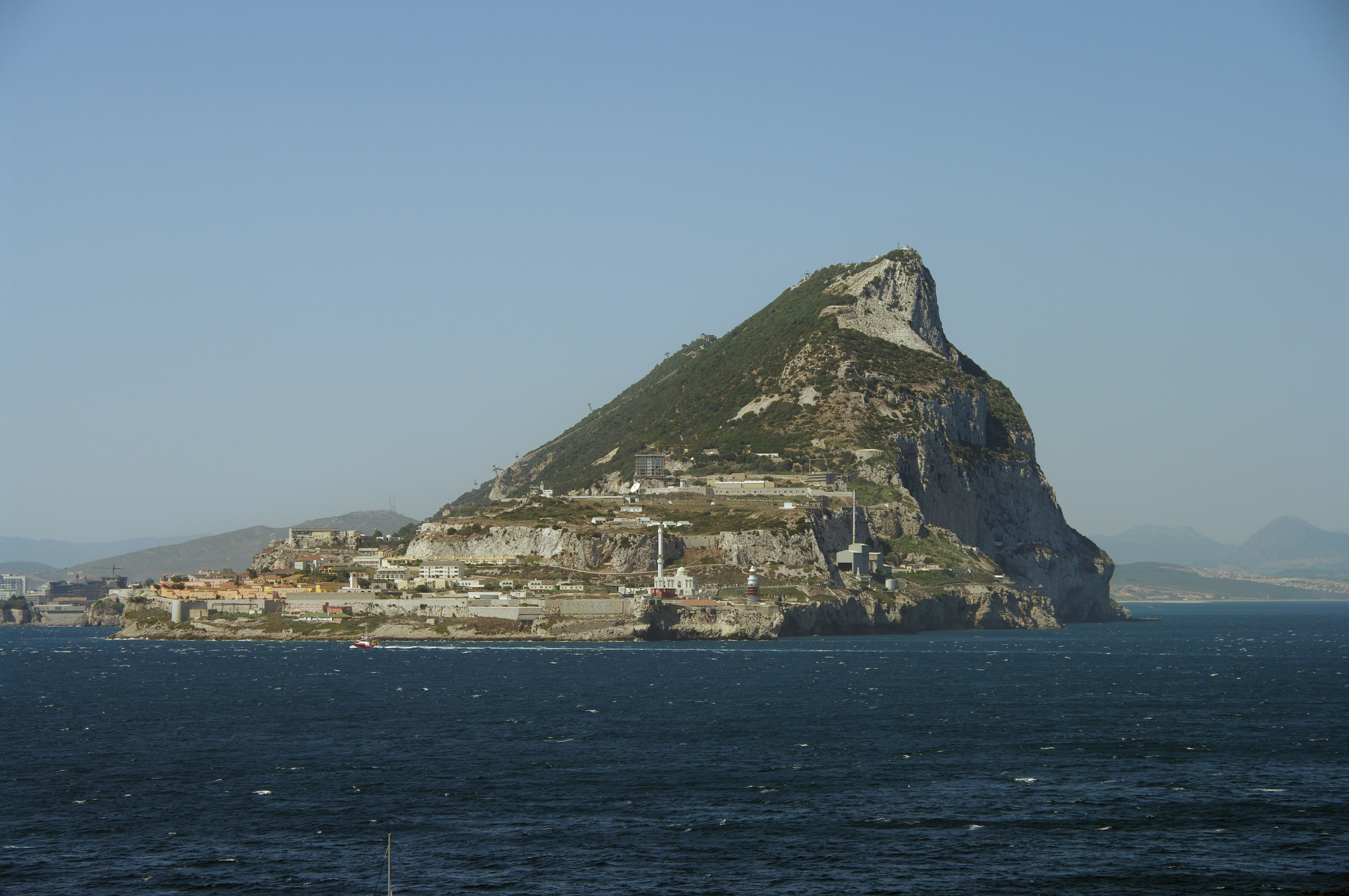
ジブラルタ・ロック

ジブラルタ生命保険株式会社（ジブラルタせいめいほけん、英語: The Gibraltar Life Insurance Co., Ltd.）は、日本に本社を置く外資系の生命保険会社である。アメリカの大手金融資本、プルデンシャル・ファイナンシャルグループの傘下にある。
ロゴマークの「ジブラルタ・ロック」は、米国プルデンシャルと共通のもので、デザインの変遷はあるが古くからの歴史がある。地中海のジブラルタル海峡にある岩山をデザインしたもので、“As safe as the Rock”（ジブラルタ・ロックのように安心）という諺をイメージしている。

## 特色
プルデンシャル米国本社が、2000年に経営破綻した協栄生命保険を実質的に買収し、その事業を承継するために設立された。協栄生命は全国規模の団体（教職員団体、商工会等）と多くの提携関係があり、団体が行う共済制度等を引き受けていた経緯から、学校の教職員、自衛官、商店主などの契約者が多い。また、プルデンシャル・ファイナンシャルの信用力を背景に財務の健全化に取り組んだ結果、2008年度上期中間決算で破綻生保としては初めて、総資産、保有契約高、個人保険新契約高、保険料収入、基礎利益の全てで前年同時期実績を上回り、破綻生保では最も成功した再生事例と言われている。以後、安定的に良好な決算を毎年行っている。
取扱い商品は、同業他社とほぼ同一であるが（一部教職員の専用保険等あり）、大半の商品が特約化もバラ売りも可能で取扱い規定上の自在性が高く、顧客への個別設計を行っている。販売チャネルはグループ会社プルデンシャル生命保険のライフプランナーモデルを踏襲したライフプラン・コンサルタント（LC）による直販と、保険代理店による販売チャネルの大きく2種類で行っている。MDRT会員数は2021年度では1015名と業界第4位である。
2009年には、経営破綻した「大和生命保険株式会社」（ヤマト生命、旧あざみ生命保険の承継会社）をプルデンシャルが買収し、「プルデンシャル ファイナンシャル ジャパン生命保険」（現・プルデンシャル ジブラルタ ファイナンシャル生命保険）へ社名変更。ジブラルタ生命の完全子会社としている。現在は、銀行窓販チャネルに特化した営業を行っている。なお、プルデンシャル生命保険（POJ）とは同一グループで、ジブラルタ生命の一部保険製品において募集代理店の委託契約を締結しているが、資本関係はない。

## 沿革
- 2001年
  - 4月3日 - 2000年に経営破綻した協栄生命保険の業務継承で業務開始。
  - 8月8日 - 契約後2年超経過の契約について、死亡保険金300万までを即日に支払う「死亡保険金即日支払いサービス」を開始。
  - 10月2日 - 再建後初のテレビコマーシャルを放映。会社知名度の向上を図る。
- 2002年
  - 3月14日 - 電話で当日に貸付が受けられる「らくらくコールサービス」を開始。
  - 10月24日 - プルデンシャルグループが世界各国で毎年開催している一斉地域ボランティア活動「グローバルボランティア・デイ」を開始。第1回目は全国で6840名の社員・家族が参加。以降、毎年実施。
- 2003年
  - 2月14日 - 財団法人日本電信電話ユーザー協会主催の「企業応対コンテスト」金融部門で、ジブラルタ生命のコールセンターが最優秀賞を受賞。
  - 11月10日 - 視覚障害者を対象にした商品点字パンフレットの取扱いを開始。
  - 12月15日 - 要介護状態になった場合、死亡保険金の範囲内で任意で保険金を指定し受け取れる無料の特約「介護前払い特約」を創設。既契約への付加も取扱い開始。
- 2004年
  - 4月30日 - 米国でボランティアスピリット第7回全米表彰式を開催。毎年グループ各国で中高生のボランティア推進のため開催する「SOC」（スピリット・オブ・コミュニティ）に今第7回目から参加。以降、毎年、POJと共催している。
  - 7月13日 - ベルマーク運動の協賛企業に保険業界としては初加盟。ベルマークポイントを全個人向け商品に付与。
  - 12月6日 - 意思疎通が困難な場合、保険金請求を本人以外からも可能にする無料の特約「指定代理請求特約」を創設。既契約への付加も取扱い開始。
- 2005年
  - 4月14日 - インターネット・サービスを開始。各種手続き請求の24時間受付け等のサービスを開始。
  - 7月19日 - 骨髄ドナー登録推進のため、骨髄ドナー対象者へ骨髄提供時に手術給付金の支払いを行う「骨髄ドナー給付」を開始。
  - 7月27日 - 第1回目の特別配当金支払い開始を発表。旧協栄生命破綻時に損失を受けた既契約者を対象に、業務再開以降4年間の利益762億円を特別配当金として順次支払い。第2回目は2009年夏以降の予定。
  - 10月4日 - スピリット財団（ジョン・レノンとオノ・ヨーコ主宰）の「Dream Power」キャンペーンに協賛し、「愛のメッセージキャンペーン」を開始。第1回目は全国小中高校生から13541通の応募があった。
- 2006年
  - 3月1日 - 三菱東京UFJ銀行（現・三菱UFJ銀行）と窓口販売代理店契約を締結し、米国ドル建個人年金保険「ハイアメリカン」を販売開始。その後、同行の生命保険全種類の窓口販売解禁を受けて、販売人員の同行各店への出向を開始。
  - 12月22日 - 旧協栄生命時代に販売した成人病特約の積立金支払いシステムに不備があったことを公表。販売開始の1975年に遡って対象契約3505件全件に住所調査を実施、順次支払いを開始。
- 2007年
  - 2月15日 - 保険金支払いに関する中立的判断を行うため、外部専門家により構成した「支払審査会」を設立。
  - 6月8日 - 新生銀行と窓口販売代理店契約を締結し、米国ドル建個人年金保険「NET」販売。その後投資型年金なども拡充。
  - 7月27日 - 「フルブライト・プログラム」に参加し、海外留学費用を助成する「ジブラルタ生命奨学金」を創設。
  - 12月7日 - 業界全体に発生した一連の保険金支払い漏れについて、自社対象契約578622件についての調査・対応の終了を発表。
- 2008年
  - 6月3日 - ぜんそく治療患者専門の保険「ライフ・スケッチ」を募集代理店を通じて販売開始。
  - 10月8日 - 苦情対応マネジメントシステムの国際規格ISO10002の自己適合を宣言。
  - 12月11日 - HSBC（香港上海銀行）と窓口販売代理店契約を締結し、変額・定額年金保険2商品を販売。
- 2009年 - 経営破綻した大和生命保険を米国プルデンシャルが買収。プルデンシャル ファイナンシャル ジャパン生命保険への社名変更し、ジブラルタ生命が完全子会社化する。
- 2012年1月1日 - AIGエジソン生命・AIGスター生命を吸収合併。
- 2014年10月2日 - 「リタイアメント・インカム プラス（豪ドル建[1]）」（正式名称：豪ドル建年金支払型積立保険（積立利率市場連動期間付）の販売を開始。